# 应用艺术博物馆 (维也纳)

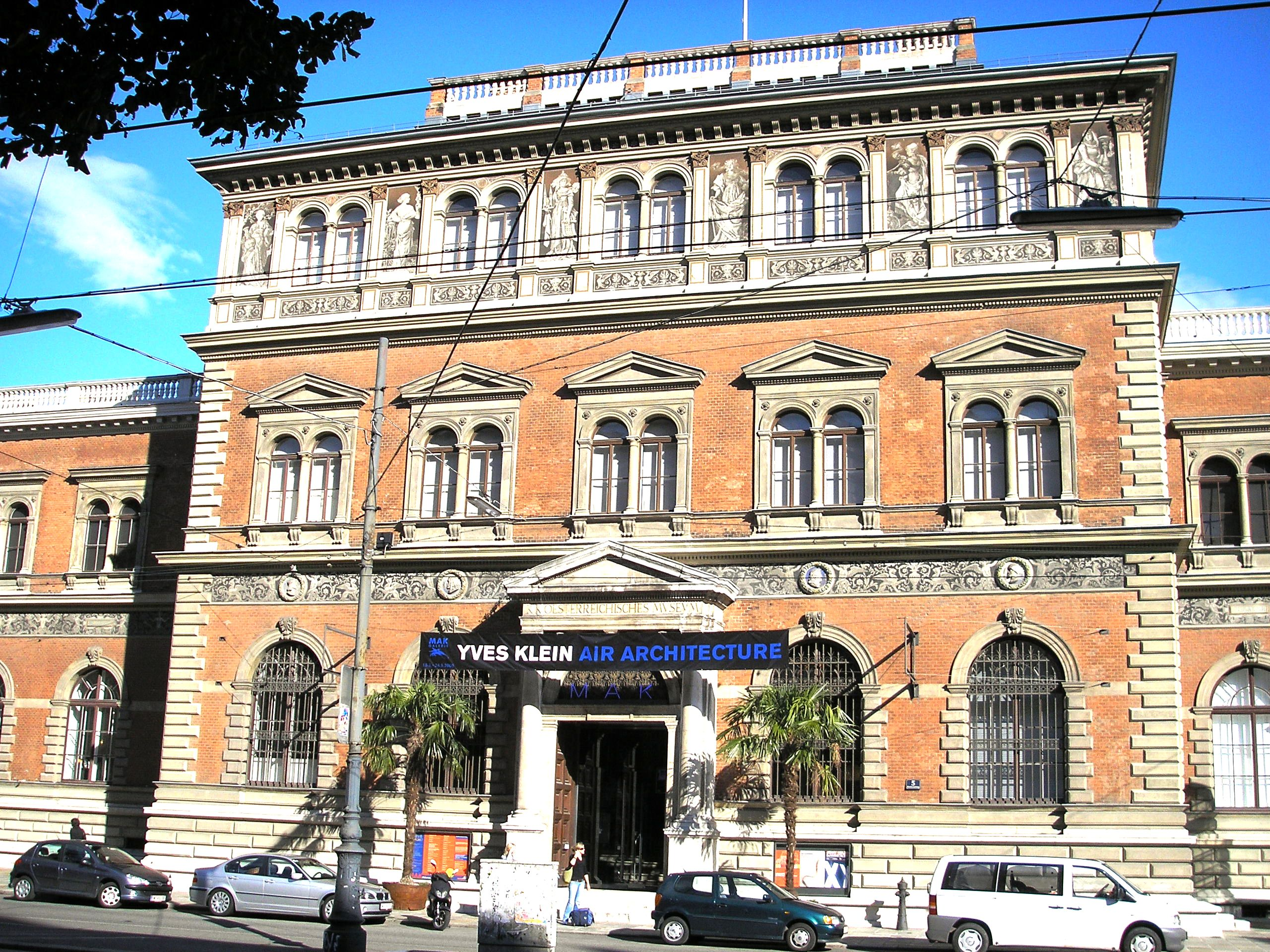
应用艺术博物馆

应用艺术博物馆（德語：Museum für angewandte Kunst）是一个装饰艺术博物馆，位于奥地利维也纳的内城区。2015年，它成为第一个使用加密货币比特币收购艺术品的博物馆。

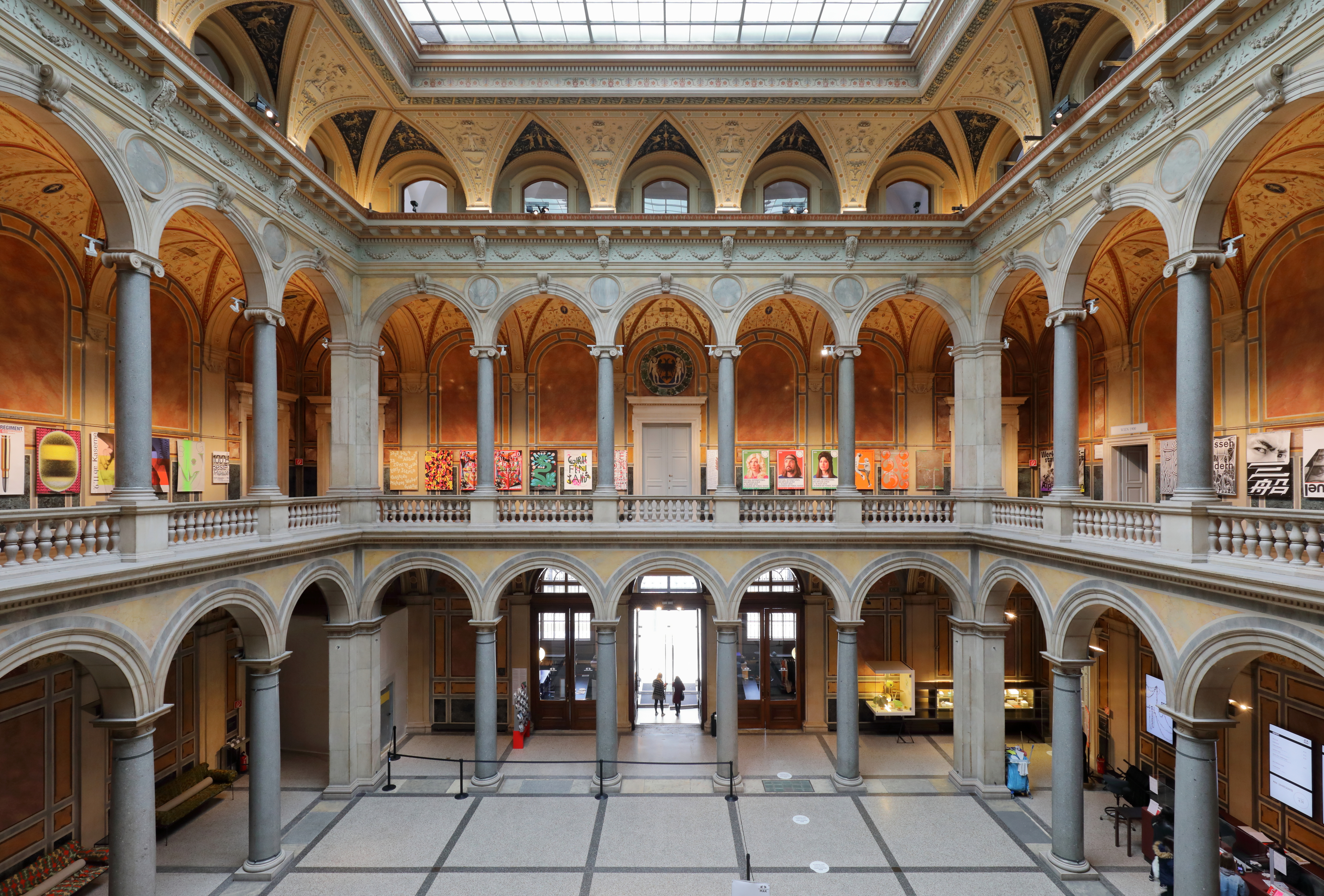
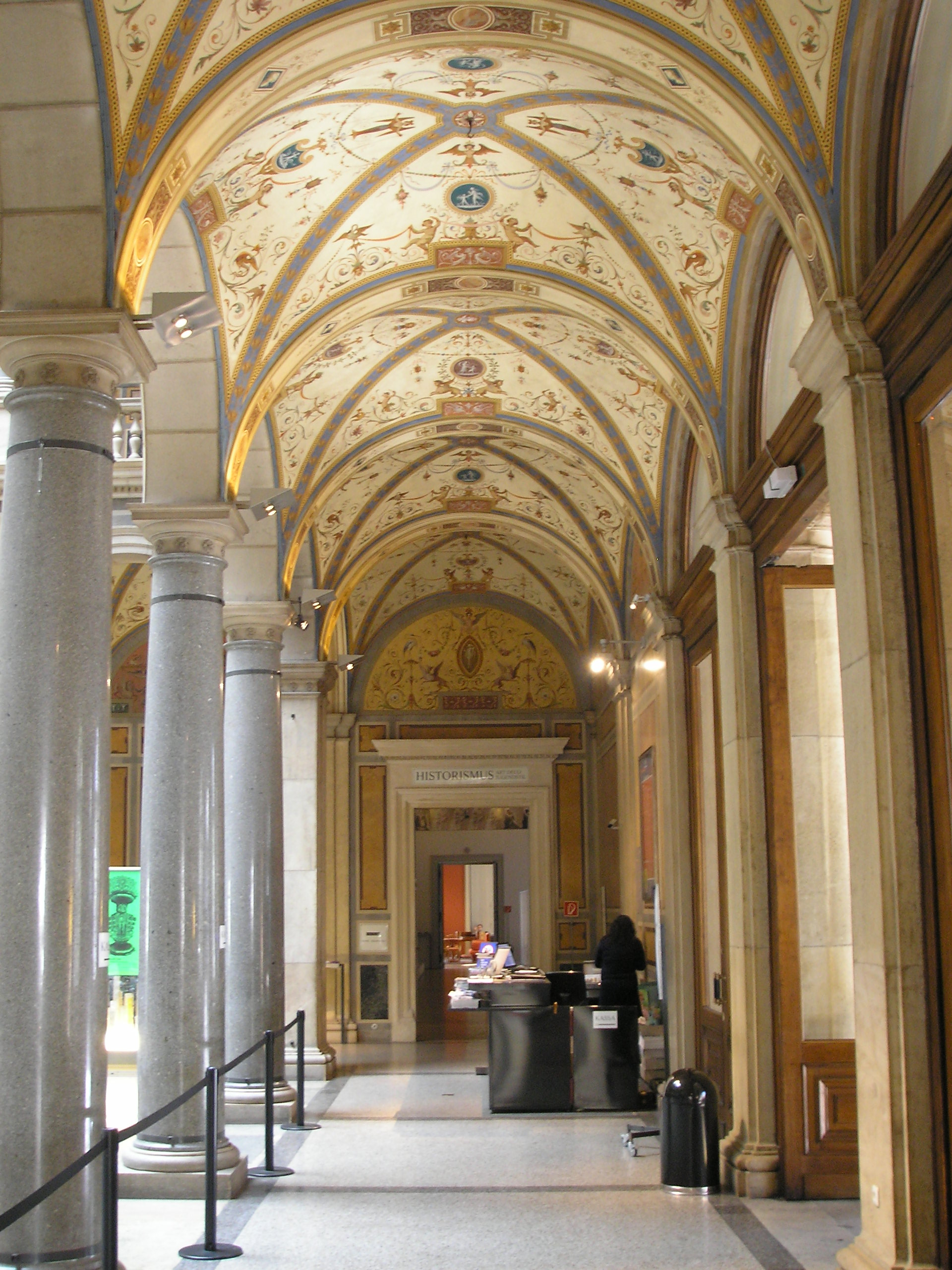
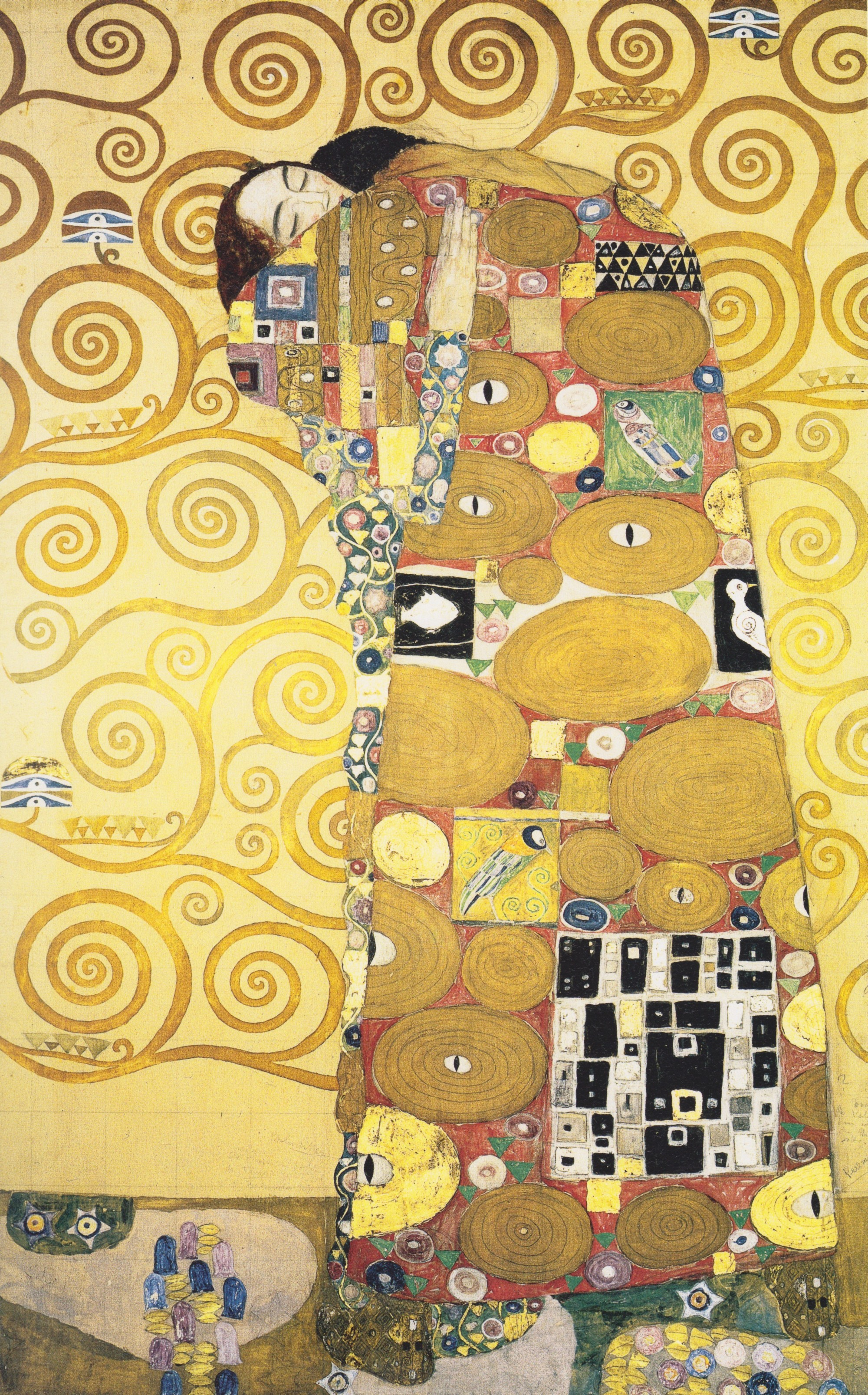